# Thesium bundiense
Thesium bundiense är en sandelträdsväxtart som beskrevs av O.M. Hilliard. Thesium bundiense ingår i släktet spindelörter, och familjen sandelträdsväxter. Inga underarter finns listade i Catalogue of Life.